# Michael Spallek
Michael Florian Spallek (* 29. Juli 1957 in Steinbach b. Ottweiler) ist ein deutscher Arbeitsmediziner der seit 1988 bei der Volkswagen AG angestellt ist. Mindestens von 2009 bis 2017 war er Geschäftsführer der Europäischen Forschungsvereinigung für Umwelt und Gesundheit im Transportsektor (EUGT).

## Leben
Spallek studierte Sport und Humanmedizin in Saarbrücken und Frankfurt a. M. Nach klinischer Tätigkeit im Großraum Frankfurt und arbeitsmedizinischer Weiterbildung am Flughafen in Frankfurt a. M. erwarb er den Facharzt für Arbeitsmedizin mit den Zusatzbezeichnungen Umweltmedizin, Chirotherapie, Sportmedizin und Fachkundenachweis Rettungsmedizin. 1988 wechselte er zur Volkswagen AG Werk Kassel, 1995 nach Wolfsburg. Seit 1997 war er leitender Werksarzt der Volkswagen Nutzfahrzeuge in Hannover.
2010 habilitierte er am Institut für Arbeitsmedizin der Charité Berlin in den Fächern Arbeits- und Umweltmedizin unter David Groneberg über die Funktionsuntersuchung des Bewegungsapparates in der Arbeitsmedizin. Die kumulative Habilitation bestand aus bereits publizierten Einzelaufsätzen.
Spallek publizierte zum Thema arbeitsassoziierte und berufsbedingte Muskel-Skelett-Erkrankungen und wurde zu dem Thema in einer dapd-Meldung zitiert. Die Forschungsgebiete von Michael Spallek liegen vor allem in den Bereichen der klinischen Arbeitsmedizin, Umweltmedizin und Sportmedizin. Einer von Spalleks Forschungsschwerpunkten ist das Karpaltunnelsyndrom als Berufskrankheit. Er ist Referent am Institut für Arbeit und Gesundheit der Deutschen Gesetzlichen Unfallversicherung.
Mindestens seit 2009 (bis 2017) war er Geschäftsführer der Europäischen Forschungsvereinigung für Umwelt und Gesundheit im Transportsektor (EUGT).
2016 identifizierte sich Spallek auf der EUGT Website lediglich als "Facharzt für Arbeits- und Umweltmedizin" und nicht als Mitarbeiter von Volkswagen, obwohl er unter anderem Leiter des Gesundheitsschutzes bei VW Nutzfahrzeuge in Hannover und bei der "Abteilung Außen- und Regierungsbeziehungen" war.
Spallek war von Volkswagen als von ihr bezahlter Geschäftsführer zur EUGT entsendet worden. Als die EUGT umstrittene Dieselabgas-Inhalationsversuche an Affen vorbereitete, war Spallek in der Funktion als Geschäftsführer für die Kommunikation mit den Automobilkonzernen zuständig und gab Wünsche von Volkswagen an die Forscher weiter.
2018 veröffentlichte Spallek im Zentralblatt für Arbeitsmedizin, Arbeitsschutz und Ergonomie eine Studie, in der er das Institut für Arbeitsmedizin, Sozialmedizin und Umweltmedizin der Goethe-Universität Frankfurt als Affiliation angab. Auf researchgate ist seine Institution in Baunatal, wo sich das VW-Werk Kassel befindet.

## Arbeiten zur Wirksamkeit von Umweltzonen
Zusammen mit Peter Morfeld und David Groneberg plante Spallek eine Studie, in der "der Einfluss der Fahrverbote (Stufe 1) für Fahrzeuge der Schadstoffgruppe 1 (ohne Plakette) auf die Schadstoffkonzentration in ausgewählten Umweltzonen untersucht werden" sollte. Im März 2013 stellten Morfeld und Spallek die Ergebnisse auf dem 15. Technischen Kongress des VDAs vor. Zeitgleich veröffentlichte die EUGT eine Pressemitteilung mit der Überschrift: "Kaum Feinstaubreduktion durch Umweltzonen". Das Landesverwaltungsgericht Steiermark lehnte die Einführung einer Umweltzone in Graz ab und begründete die Ablehnung mit der EUGT Veröffentlichung. Auch der ADAC begründet seine ablehnende Haltung zu Umweltzonen mit der EUGT Veröffentlichung.
Eine Studie, an der Spallek als Co-Autor beteiligt war und die die Nützlichkeit von Umweltzonen in Frage stellte, wurde in einer Untersuchung des National Institute for Health and Care Excellence zur Wirksamkeit von Umweltzonen zitiert.

## Kritik
2015 wurde die Unabhängigkeit Spalleks wissenschaftlicher Arbeit in der Times in Frage gestellt. Der Arbeitswissenschaftler Wolfgang Hien nannte Spallek als Beispiel für einen "industrienah" eingestellten Wissenschaftler. Der Gesundheitswissenschaftler Joseph Kuhn spricht von einer "Verharmlosungsdebatte" bei Spalleks Einschätzung von vorzeitigen Todesfällen durch NOx-Emissionen als "theoretisches Konstrukt [...] ohne praktische oder reale Bedeutung für das Individuum".

## Schriften
Buchbeiträge:
- In Wolfgang Hellmann: Gesunde Mitarbeiter als Erfolgsfaktor: Ein neuer Weg zu mehr Qualität im Krankenhaus, medhochzwei Verlag, 2007.
- Mit Walter Kuhn: Funktionsorientierte körperliche Untersuchungssystematik, Ecomed, 2009.
- In  Friedrich Mehrhoff, Hans-Martin Schian: Zurück in den Beruf: Betriebliche Eingliederung richtig managen, de Gruyter, 2009.
- In Thomas Kraus, Stephan Letzel, Dennis Nowak: Der chronisch Kranke im Erwerbsleben – Orientierungshilfe für Ärzte in Praxis, Klinik und Betrieb, Ecomed, 2010.
- In Klaus Golka, Jan Hengstler, Stephan Letzel, Dennis Nowak: Verkehrsmedizin – arbeitsmedizinische Aspekte: Orientierungshilfe für Praxis, Klinik und Betrieb, Ecomed, 2011.
- Mit Bernd Hartmann, Rolf Ellegast: Arbeitsbezogene Muskel-Skelett-Erkrankungen: Ursachen, Prävention, Ergonomie, Rehabilitation, Ecomed, 2013.